# Diloba clausa
Diloba clausa là một loài bướm đêm trong họ Noctuidae.